# 베첼나무타기쥐
베첼나무타기쥐(Rhipidomys wetzeli)는 비단털쥐과에 속하는 수상성 설치류이다. 베네수엘라의 토착종이다.